# Oscar Öster
Oscar Fredrik Jonas Öster, född 13 april 1850 i Ledbergs socken, Östergötlands län, död 3 maj 1937, var en svensk tandläkare.
Öster blev student vid Uppsala universitet 1871, elev hos tandläkaren Conrad Förberg i Stockholm 1873 samt avlade tandläkarkandidatexamen 1875 och tandläkarexamen 1877. Han var praktiserande tandläkare i Kristianstad 1877–1889 och i Stockholm 1889–1898. År 1903 blev han verkställande direktör för det då grundade Dental AB, ett företag för försäljning av tandläkarutensilier, vilket ännu 2016 fortlever som DAB Dental AB.